# Marco Antonio Ramírez
Marco Antonio Ramírez (* 18. Juli 1944 in Mexiko-Stadt) ist ein ehemaliger mexikanischer Fußballspieler auf der Position eines Verteidigers. Ramírez stand zwischen 1967 und 1974 beim CD Cruz Azul unter Vertrag und gewann in diesem Zeitraum mit den Cementeros fünfmal die mexikanische Meisterschaft, dreimal den CONCACAF Champions Cup, zweimal den mexikanischen Supercup und einmal den mexikanischen Pokalwettbewerb.

## Erfolge
- Mexikanischer Meister: 1968/69, México 70, 1971/72, 1972/73 und 1973/74
- Mexikanischer Pokalsieger: 1969
- Mexikanischer Supercup: 1969 und 1974
- CONCACAF Champions Cup: 1969, 1970 und 1971